# Yaphet Kotto
Yaphet Frederick Kotto (Nova York, 15 de novembre de 1939 - Manila (Filipines), 15 de març de 2021) fou un actor estatunidenc conegut per nombrosos papers en diverses pel·lícules, i també com a protagonista de la sèrie televisiva de la NBC Homicide (1993–1999) en el paper del tinent Al Giardello. Entre els seus papers en pel·lícules hi ha el de l'enginyer Dennis Parker al film de ciència-ficció Alien (1979) o del de Dr. Kananga/Mr. Big, el malvat de Viu i deixa morir, de la sèrie James Bond (1973).

## Vida i obra
Kotto va néixer a Nova York, fill de Gladys Marie, una infermera de l'exèrcit nord-americà, i d'Avraham Kotto, un home de negocis que havia emigrat del Camerun, on estava relacionat amb una família reial. El pare era jueu i la mare es va convertir al judaisme per casar-se. La parella es va separar quan Kotto era un nen i va ser criat pels avis materns.
Als 16 anys, Kotto estudiava interpretació a l'Actors Mobile Theatre Studio i, als 19 anys, va debutar com a actor professional amb Otel·lo. Va ser membre de l'Actors Studio de Nova York. Kotto va començar a actuar a Broadway, on va aparèixer a The Great White Hope, entre altres produccions.
A partir de 1963, va començar la seva carrera en produccions cinematogràfiques i televisives. Kotto es va fer conegut pel seu paper del malvat Dr. Kananga / Mr. Big a la pel·lícula Viu i deixa morir (1973), protagonitzada per Roger Moore, com a James Bond, i Jane Seymour. Un dels seus papers més famosos va ser a la pel·lícula de ciència-ficció Alien (1979) de Ridley Scott, on va ser protagonista, al costat de Sigourney Weaver i Tom Skerritt, en el paper de l'enginyer en cap Dennis Monroe Parker. A la pel·lícula Brubaker (1980), Kotto va interpretar, al costat de Robert Redford, el pres Dickie Coombes. El 1987, Kotto va actuar al costat d'Arnold Schwarzenegger en l'adaptació del llibre de Stephen King Perseguit. A la comèdia de suspens Midnight Run, va assumir el paper de l'agent de l'FBI Alonzo Mosely. De 1993 a 1999, Kotto va aparèixer en 118 episodis de la sèrie policíaca Homicide en el paper del tinent Al Giardello. Kotto també va escriure el guió de tres dels episodis de la sèrie. A la comèdia cinematogràfica Cors robats (1996) va aparèixer al costat de Sandra Bullock.
El 1977 va ser nominat als Emmy pel seu paper d'Idi Amin al telefilm Raid on Entebbe. Kotto va ser nominat quatre vegades al premi NAACP Image Awards (National Association for the Advancement of Colored People Image Award) pel seu paper a la sèrie Homicide.
Kotto va refusar el paper de Lando Calrissian a Star Wars episodi V: L'Imperi contraataca, i el de Capità Picard a Star Trek: La nova generació. Ho va fer per no ser tipificat com a actor de ciència-ficció, però després ho va lamentar.

## Vida personal
El primer matrimoni de Kotto va ser amb una immigrant alemanya, Rita Ingrid Dittman, amb qui es va casar el 1959. Van tenir tres fills abans de divorciar-se el 1976. Més tard, Kotto es va casar amb Toni Pettyjohn i van tenir tres fills més; es van divorciar el 1989. Kotto es va casar amb la seva tercera esposa, Tessie Sinahon, originària de les Filipines, el 1998. A partir dels anys 2000, es va retirar de la interpretació. En aquell moment, la seva obra comprenia més de 90 produccions. Des del 2001, Kotto i la seva dona dirigien el Running Man Institute a les Filipines, un refugi per a artistes on la gent de la indústria de l'entreteniment podria treballar la seva creativitat.
Kotto era versat en la litúrgia hebrea i va incorporar les oracions jueves en moments decisius al llarg de la seva vida. Va dir que el seu pare "li va inculcar el judaisme".